# Méhes Zoltán
Nyéki Méhes Ignác Zoltán (Csallóköznyék, 1870. január 24. – Budapest, 1940. május 19.) az út-, és vasútépítéstan nyilvános rendes tanára, okleveles mérnök, a magyar királyi József Nádor Műegyetem mérnöki és építészmérnöki karának az 1937/38. tanévben volt dékánja, a Magyar Mérnök- és Építész-Egylet tiszteleti tagja.

## Életpályája
Szülei: Méhes Alajos és Bacskády Mária voltak. 1895-ben végzett a budapesti Műegyetemen. 1895-ől magánmérnöki gyakorlatot folytatott. 1897-től tanársegédként, majd adjunktusként (Kisfaludi Lipthay Sándor professzor mellett), 1906-tól meghívott előadóként vett részt a Műegyetemi oktatásban. 1915-ben rendkívüli tanári címet kapott. 1917–1932 között a Magyar Mérnök- és Építész-Egylet igazgatója, 1932-től tiszteleti tagja volt. 1925–1940 között az út- és vasútépítéstan tanszék vezetője volt.
Részt vett az uzsoki és az ausztriai alpesi vasútépítésben és több kis- és bányavasút tervét készítette el. Leginkább a vasúti biztosító- és jelzőberendezések területén volt elismert szaktekintély. Irodalmi munkásságában emellett főleg a vasúti pályák speciális kiképzésével és útburkolati kérdésekkel foglalkozott.

## Művei
- A külső sinszál felemelése kanyarulatokban (1906)[7]